# Мууег

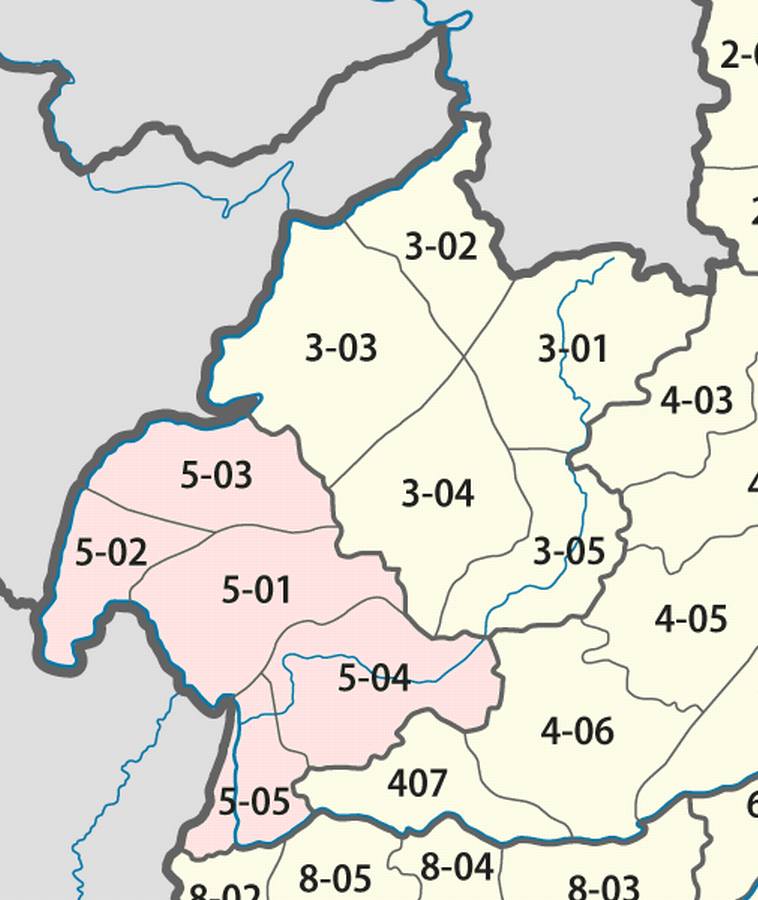
Число 5-03

Мууег — один з районів (лаос. ເມືອງ муанг) провінції Бокеу, Лаос.